# Xi (Taizhong)
Xi (chiń. upr. 西区; chiń. trad. 西區; pinyin Xī qū; Wade-Giles Hsi ch’ü) – dzielnica (chiń. 區, qū) w rejonie miejskim miasta wydzielonego Taizhong na Tajwanie. 
23 czerwca 2009 komitet przy Ministrze Spraw Wewnętrznych Republiki Chińskiej zarekomendował scalenie dotychczasowego powiatu Taizhong (chiń. trad. 臺中縣; pinyin Táizhōng xiàn) i miasta Taizhong (chiń. trad. 臺中市; pinyin Táizhōng xiàn) w miasto wydzielone (chiń. 直轄市, zhíxiáshì); dotychczasowe dzielnice (chiń. 區, qū) miasta Taizhong, jak Xi, stały się dzielnicami miasta wydzielonego. Ustawa weszła w życie 25 grudnia 2010 roku.
Populacja dzielnicy Xi w 2016 roku liczyła 115 747 mieszkańców – 60 737 kobiet i 55 010 mężczyzn. Liczba gospodarstw domowych wynosiła 45 505, co oznacza, że w jednym gospodarstwie zamieszkiwało średnio 2,54 osób.

## Demografia (2011–2016)
| Rok  | Liczba ludności | Gęstość zaludnienia | Kobiety | Mężczyźni | Gospodarstwa domowe |
| ---- | --------------- | ------------------- | ------- | --------- | ------------------- |
| 2011 | 117 210         | 20 548              | 61 010  | 56 200    | 43 771              |
| 2012 | 116 784         | 20 473              | 61 039  | 55 745    | 44 186              |
| 2013 | 116 397         | 20 405              | 60 874  | 55 523    | 44 535              |
| 2014 | 115 731         | 20 288              | 60 630  | 55 101    | 44 725              |
| 2015 | 115 693         | 20 282              | 60 613  | 55 080    | 45 057              |
| 2016 | 115 747         | 20 291              | 60 737  | 55 010    | 45 505              |